# 阪田憲次
阪田 憲次（さかた けんじ、1943年（昭和18年）4月16日 - 2021年11月2日）は、日本の土木工学者。

## 経歴
中国天津市に生まれる。京都府立嵯峨野高等学校を経て、1969年（昭和44年）京都大学大学院工学研究科土木工学専攻修士課程修了。1976年（昭和51年）工学博士、2006年（平成18年）土木学会認定特別上級土木技術者（鋼・コンクリート）。岡山大学工学部土木工学科助教授、同教授、環境理工学部教授、環境理工学部長、大学院自然科学研究科長を歴任。ほか、土木学会会長、同副会長、日本コンクリート工学協会会長、ダム工学会会長などを務めた。土木学会会長在任中に東日本大震災特別委員会委員長として被害調査を指揮した。2021年11月2日死去。叙正四位、瑞宝中綬章受章。